# Juan Pascual Callejas
Juan Pascual Callejas (Granada, 1742 - Valencia, 1807) fue un capitán de la Armada Española, conocido por sus expediciones a las costas de la Patagonia y por quitar en 1776 la placa dejada por el Reino Unido en Puerto Egmont, en las islas Malvinas, y por incendiar y arrasar dicho asentamiento en marzo de 1780.

## Destrucción de Puerto Egmont

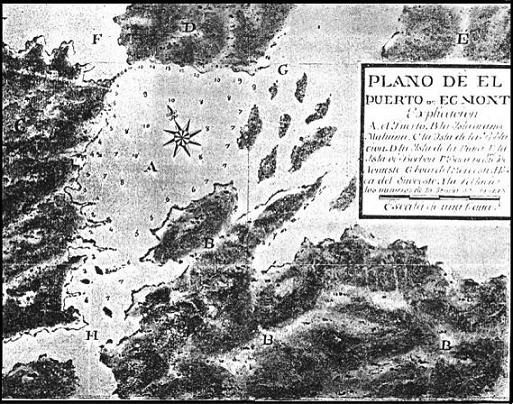
Mapa de Puerto Egmont realizado por Callejas en 1776.

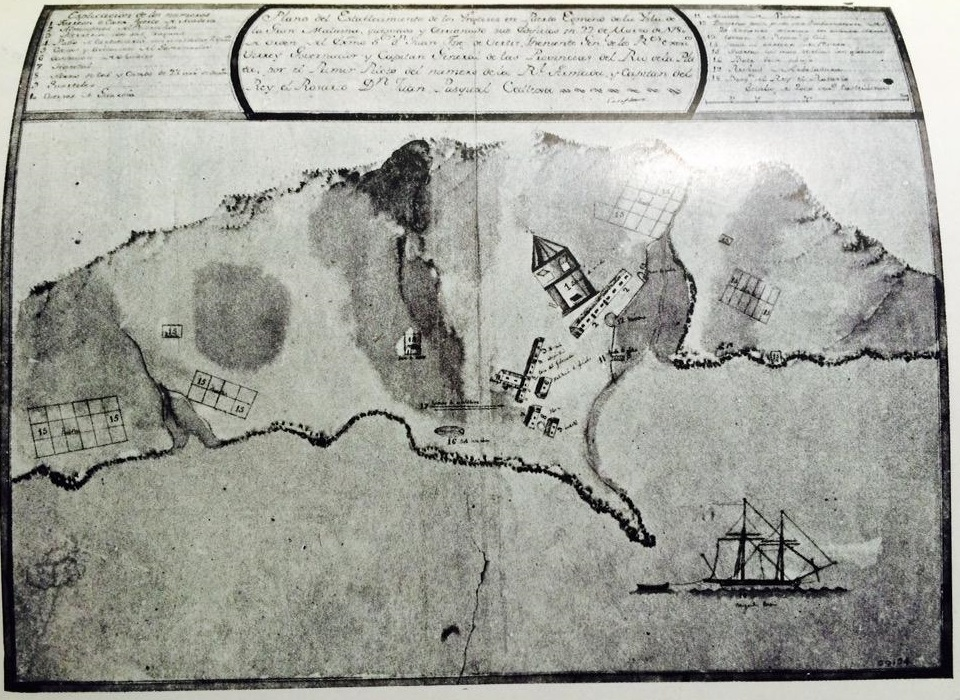
Panorama de Puerto Egmont en 1780, durante la expedición de Callejas con el bergantín S.M. Nuestra Señora del Rosario para incendiar y arrasar las edificaciones.

El 22 de mayo de 1774 (en cumplimiento del pacto secreto entre España y el Reino Unido) las fuerzas británicas abandonaron las Malvinas por su cuenta, partiendo su comandante, el teniente Clayton, quien dejó una placa reclamando la soberanía de la isla. Con la creación del virreinato del Río de la Plata, en 1776, todos los virreyes cuidaron que Puerto Egmont estuviese abandonado y que el Reino Unido no crease otro asentamiento en las islas.
En 1776, los españoles enviaron una expedición al mando de Callejas, que retiró la placa de Puerto Egmont y se la despachó a sus superiores en Buenos Aires. Callejas viajó en la nave San Francisco de Paula y ancló en el sitio el 24 de enero. Allí desembarcó junto a una parte de su tripulación. Comprobó que las construcciones y las huertas estaban abandonadas y detalló sus observaciones en un plano de la isla Trinidad y alrededores creado por él. Le llamó la atención una placa de plomo colocada en los restos del fuerte y la arrancó. La placa fue conservada en el archivo de la ciudad de Buenos Aires y fue capturada por los británicos durante la primera invasión inglesa al Río de la Plata en 1806 y llevada a Londres.
En febrero de 1777 Callejas volvió a recorrer las ruinas de Puerto Egmont a bordo del bergantín Nuestro Señor del Buen Fin. Allí descubrió que el lugar era visitado por cazadores de lobos marinos, quienes habían trabajado en la huerta y construido una fragua.
Debido a la guerra entre España y el Reino Unido originada a fines de los años 1770, el virrey del Río de la Plata Juan José de Vértiz y Salcedo siguiendo órdenes provenientes de Madrid envió a Callejas a Puerto Egmont en febrero de 1780 «para que con la mayor precaución y reserva pasase al reconocimiento del Puerto Egmont, y no hallando fuerza superior a la suya, ejecutase cuanto prevenia la anterior Real Orden». Callejas era en ese momento primer piloto de la Armada Española y comandaba el bergantín Nuestra Señora del Rosario.
Al desembarcar, notó que existió una corta presencia de un grupo de ingleses instalados poco tiempo antes de su llegada y procedió a destruir «el torreón de madera, almacenes, cuarteles, hospital, hornos y cuanto edificio halló en pié, quemando las maderas e imposibilitando cuanto encontró capaz de algún servicio». La destrucción total del asentamiento ocurrió entre el 18 y el 24 de marzo de 1780.
El día 25 Callejas desembarcó con su tripulación nuevamente para reconocer en detalle lo que quedaba sin dañar. Solamente quedaban trozos de las paredes más gruesas de los almacenes y ocho mil tejas apiladas junto al muelle, que fueron destruidas. Luego dio cuenta al virrey el 13 de abril y la corte española el 29 de abril siendo aprobado y publicado en la Real Orden del 8 de febrero de 1781. Vértiz lo elogió y recomendó su ascenso. El Reino Unido no protestó por ello ni tampoco expresó ninguna manifestación de reserva de las islas.
Posteriormente, Callejas volvió a inspeccionar el área en 1782.

## Expediciones patagónicas

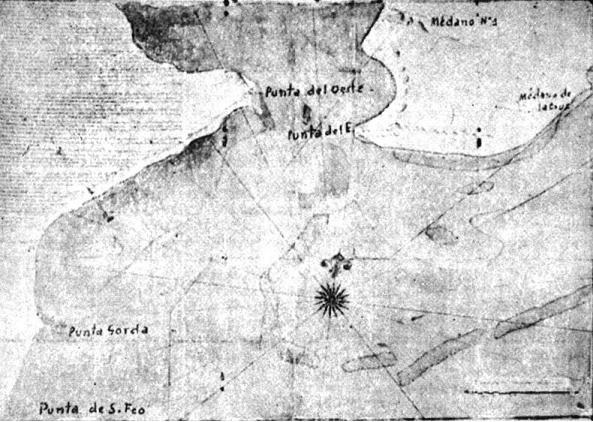
Mapa de la desembocadura del río Negro realizado por Callejas.

Callejas entre agosto y septiembre de 1780, por orden de Vértiz, llevó a los pobladores de Carmen de Patagones a dicha ciudad y efectuó un relevamiento de la desembocadura del río Negro, con el bergantín Nuestra Señora del Rosario, realizando una carta náutica del área. Callejas acompañó a la exploración de Francisco de Viedma.
El 31 de agosto había zarpado de Buenos Aires con las naves Nuestra Señora del Rosario, Nuestra Señora de la Piedad y San Julián. El 18 de septiembre realizó relevamientos en el río Negro, retornando a Buenos Aires el día 23. Allí llevó una carta de Viedma donde éste le informaba al virrey sobre sus tareas efectuadas y elogiado a Callejas por sus ayudas en el levantado de construcciones, mapas y planos. Se solicitó el ascenso a Callejas como comandante del río Negro.
Entre 1780 y 1781 Callejas fue puesto al mando del bergantín Belén, partiendo desde el Apostadero de Montevideo viajando al nuevo asentamiento patagónico de Floridablanca, en la bahía San Julián, en la actual provincia argentina de Santa Cruz. También visitó el área de Puerto Deseado. En total unas tres naves realizaron la expedición.
El 14 de noviembre de 1780, el virrey Vértiz le pidió a Callejas la búsqueda de una vía fluvial entre Mendoza y río Negro. El 4 de mayo de 1781 zarpó desde Carmen de Patagones en el bergantín Belén para solicitarle al virrey elementos adecuados y hombres para realizar tal expedición. Callejas se quedó en Buenos Aires y la expedición finalmente la realizó Basilio Villarino en 1783.
Debido a los beneficios de sus tareas realizadas, existieron numerosos pedidos de ascenso para Callejas.